# Рицвілл (Вашингтон)
Рицвілл (англ. Ritzville) — місто (англ. city) в США, в окрузі Адамс штату Вашингтон. Населення — 1767 осіб (2020).

## Географія
Рицвілл розташований за координатами 47°7′33″ пн. ш. 118°22′56″ зх. д. / 47.12583° пн. ш. 118.38222° зх. д. (47.125815, -118.382142).  За даними Бюро перепису населення США в 2010 році місто мало площу 4,41 км², уся площа — суходіл.

### Клімат
| Клімат : Рицвілл        | Клімат : Рицвілл | Клімат : Рицвілл | Клімат : Рицвілл | Клімат : Рицвілл | Клімат : Рицвілл | Клімат : Рицвілл | Клімат : Рицвілл | Клімат : Рицвілл | Клімат : Рицвілл | Клімат : Рицвілл | Клімат : Рицвілл | Клімат : Рицвілл | Клімат : Рицвілл |
| Показник                | Січ.             | Лют.             | Бер.             | Квіт.            | Трав.            | Черв.            | Лип.             | Серп.            | Вер.             | Жовт.            | Лист.            | Груд.            | Рік              |
| Абсолютний максимум, °C | 15,6             | 18,9             | 25,0             | 33,3             | 37,2             | 42,2             | 43,9             | 44,4             | 39,4             | 33,9             | 21,1             | 16,7             | 44,4             |
| Середній максимум, °C   | 1,2              | 5,0              | 10,6             | 16,1             | 21,1             | 25,4             | 30,9             | 30,1             | 24,8             | 17,0             | 7,2              | 2,0              | 15,9             |
| Середній мінімум, °C    | −6,1             | −3,7             | −1,1             | 1,3              | 4,8              | 8,4              | 11,6             | 11,2             | 7,5              | 2,4              | −1,9             | −4,9             | 2,4              |
| Абсолютний мінімум, °C  | −30,6            | −31,1            | −17,8            | −11,7            | −6,1             | −1,7             | 0,6              | 0,0              | −6,7             | −15              | −25,6            | −29,4            | −31,1            |
| Норма опадів, мм        | 35               | 28               | 26               | 21               | 23               | 21               | 9                | 10               | 13               | 23               | 39               | 42               | 288              |
| ----------------------- | ---------------- | ---------------- | ---------------- | ---------------- | ---------------- | ---------------- | ---------------- | ---------------- | ---------------- | ---------------- | ---------------- | ---------------- | ---------------- |
| Джерело:                |                  |                  |                  |                  |                  |                  |                  |                  |                  |                  |                  |                  |                  |

## Демографія
Згідно з переписом 2010 року, у місті мешкали 1673 особи в 751 домогосподарстві у складі 444 родин. Густота населення становила 379 осіб/км².  Було 902 помешкання (205/км²).
Расовий склад населення:
| - 94,5 % — білих - 0,8 % — корінних американців - 0,5 % — азіатів - 0,1 % — чорних або афроамериканців - 2,4 % — осіб інших рас |

До двох чи більше рас належало 1,7 %. Частка іспаномовних становила 5,7 % від усіх жителів.
За віковим діапазоном населення розподілялося таким чином: 20,6 % — особи молодші 18 років, 56,1 % — особи у віці 18—64 років, 23,3 % — особи у віці 65 років та старші. Медіана віку мешканця становила 48,1 року. На 100 осіб жіночої статі у місті припадало 95,4 чоловіків;  на 100 жінок у віці від 18 років та старших — 90,9 чоловіків також старших 18 років.
Середній дохід на одне домашнє господарство  становив 51 171 долар США (медіана — 39 250), а середній дохід на одну сім'ю — 64 038 доларів (медіана — 55 313). Медіана доходів становила 54 875 доларів для чоловіків та 34 196 доларів для жінок. За межею бідності перебувало 13,3 % осіб, у тому числі 7,6 % дітей у віці до 18 років та 16,5 % осіб у віці 65 років та старших.
Цивільне працевлаштоване населення становило 677 осіб. Основні галузі зайнятості: освіта, охорона здоров'я та соціальна допомога — 30,0 %, публічна адміністрація — 12,6 %, мистецтво, розваги та відпочинок — 11,8 %.